# Звулун (региональный совет)
Звулун — региональный совет в Хайфском административном округе Израиля, расположенный в районе долины Звулун. Региональный совет получил муниципальный статус в 1950 году.
В региональный совет входит 14 населенных пунктов, из них 5 кибуцев, 2 мошава, 2 общинных поселения, 3 арабские деревни, колледж и молодёжная деревня.
Образовательные учреждения регионального совета представлены девятью школами и академическим колледжем.

## Население
По статистическим данным Центрального статистического бюро Израиля население регионального совета на 2024 год составляет 14 065 человек.

## Границы совета
Региональный совет Звулун ограничен следующими административными единицами:
- С севера: региональный совет Мате-Ашер
- С востока: Шефарам, Кирьят-Тивон и региональный совет Эмек-Изреэль
- С юга: Кирьят-Тивон и парк Кармель.
- С запада: Крайот, Хайфа и Нешер